# Kuzguncuk
Kuzguncuk è una mahalle della municipalità e del distretto di Scutari, nella provincia di Istanbul, in Turchia. I suoi abitanti sono 4.151 (2022). Si trova sul lato asiatico del Bosforo. Il quartiere è incentrato su una valle che si apre sul Bosforo ed è in qualche modo isolato dalla parte principale della città, essendo circondato da riserve naturali, cimiteri e un'installazione militare. È un quartiere tranquillo con strade fiancheggiate da antiche case ottomane in legno.

## Geografia fisica
Kuzguncuk confina a nord con Beylerbey, a est con Burhaniye, a sud con İcadiye e Sultantepe e a ovest con il Bosforo. Dall'altra parte del Bosforo si trova Beşiktaş. L'autostrada Otoyol 1 separa il quartiere da Burhaniye. Il quartiere si estende da est a ovest lungo la strada principale ombreggiata da tigli, İcadiye caddesi.

## Origine del nome
La parola kuzguncuk in turco significa "piccolo corvo" o "finestra sbarrata di una porta di prigione". Si dice che il nome derivi da un sant'uomo di nome Kuzgun Baba, che visse nell'area all'epoca del sultano Mehmet II, o dalla corruzione di un nome precedente, Kozinitza.

## Storia
In epoca bizantina, quest'area potrebbe essere stata chiamata Khrysokeramos (Hrisokeramos), che significa "tegola d'oro", per via di una chiesa con il tetto dorato. Intorno al 553, Narsete fece costruire qui una chiesa dedicata alla Vergine Maria.
Gli ebrei, espulsi dalla Spagna e dal Portogallo e accolti nell'Impero ottomano alla fine del XV secolo, furono fra coloro che si stabilirono nel quartiere. In quanto immigrati volontari, avevano maggiore libertà riguardo al luogo di residenza e molti lasciarono i tradizionali quartieri ebraici di Istanbul, come Balat, per trasferirsi in villaggi lungo il Bosforo, come Kuzguncuk. La prima testimonianza della presenza ebraica nel quartiere è una lapide datata 1562.
Gli armeni iniziarono a stabilirsi a Kuzguncuk nel XVIII secolo, e nel XIX secolo erano diventati un gruppo consistente. I registri ottomani riportano una richiesta del 1834 in cui si chiedeva che le loro funzioni religiose notturne potessero continuare senza interferenze. Nel 1835 fu costruita la loro prima chiesa.
Dopo la fondazione di Israele, la popolazione ebraica, un tempo consistente a Kuzguncuk, diminuì rapidamente.
Il pogrom del 1955 ha causato l'emigrazione di molti membri delle minoranze di Istanbul, compresi i greci e gli armeni di Kuzguncuk. Oggi sono rimasti pochissimi non musulmani. Questo esodo aprì le case ai migranti provenienti dall'Anatolia, cambiando la composizione etnica dei quartieri di Istanbul. La maggior parte dei nuovi residenti di Kuzguncuk proveniva dalla regione del Mar Nero. Alla fine del XX secolo, il 15% dei residenti del quartiere proveniva da İnebolu, il 15% da Rize, il 10% da Trabzon, il 10% da Tokat, il 10% da Kars e il 10% da Sivas.

## Monumenti e luoghi d'interesse

### Architetture religiose
Attualmente a Kuzguncuk ci sono due sinagoghe: La Sinagoga Bet Yaakov (costruita nel 1878) e la Sinagoga Bet Nissim (costruita negli anni '40 del XIX secolo). Anche il cimitero ebraico di Nakkaştepe si trova a Kuzguncuk.
Le chiese di Kuzguncuk includono la Chiesa armena di Surp Krikor Lusavoriç (San Gregorio Illuminatore) (costruita per la prima volta nel 1835, ricostruita nel 1861), la Chiesa greco-ortodossa di Agios Yeorgios (San Giorgio), la Chiesa greco-ortodossa di Ayios Panteleimon (San Pantaleone), e il Santuario greco-ortodosso di Ayios Ioannis (San Giovanni), oltre a un'Aghiasma o sorgente sacra.
Non c'era nessuna moschea nel centro del quartiere fino al 1952, quando fu costruita la Moschea di Kuzguncuk nel cortile della chiesa armena (con fondi per la costruzione che includevano donazioni della congregazione armena). La Moschea Üryanizade, lungo la riva al margine settentrionale del quartiere, fu costruita come Mescit (piccola moschea) nel 1860.

### Architetture civili
Kuzguncuk é famosa per le numerose case ottomane in legno dai colori variopinti.

#### Galleria d'immagini di edifici a Kuzguncuk

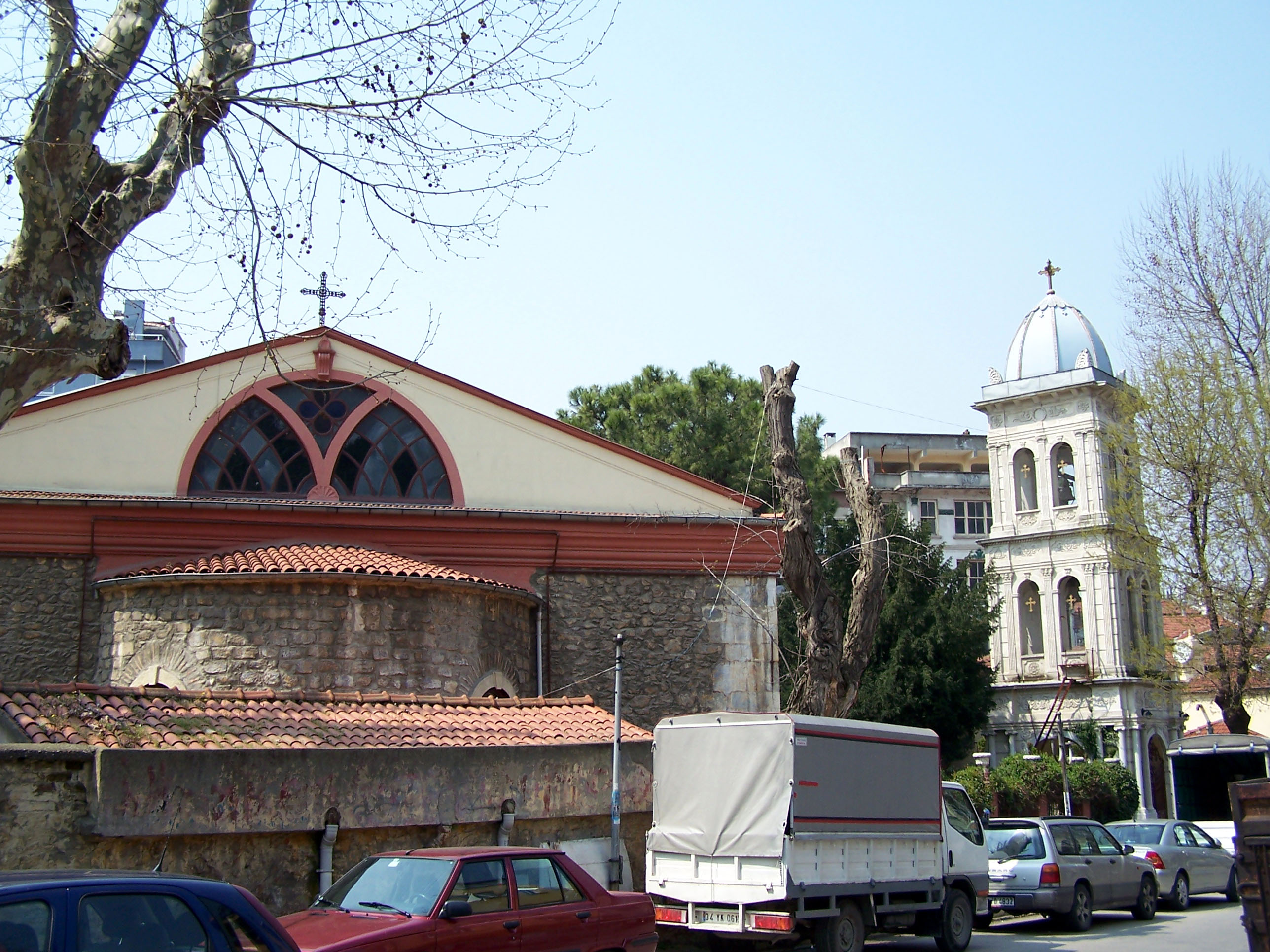
Chiesa greco-ortodossa di Agios Panteleimonas
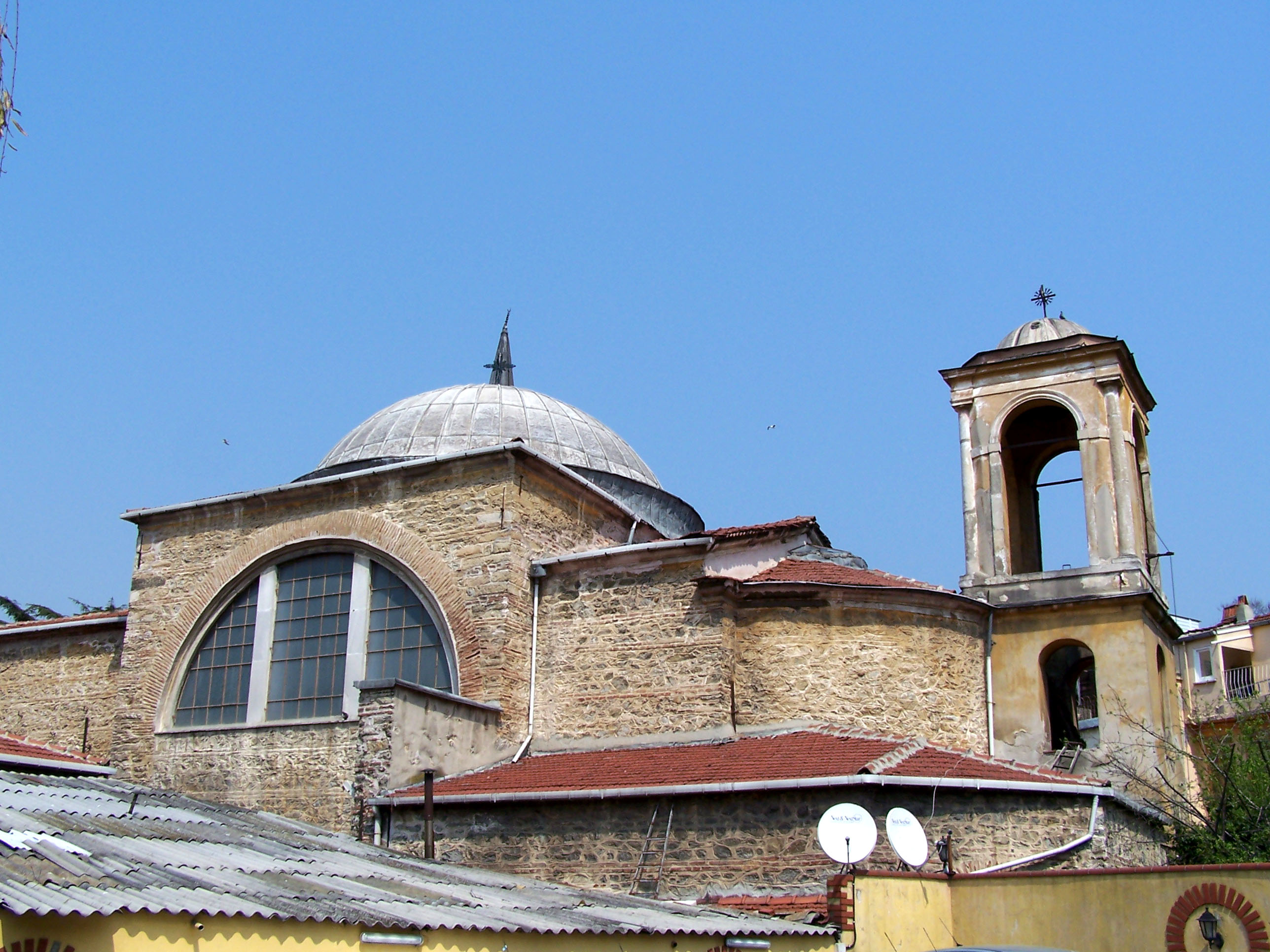
Chiesa Armena di Surp Krikor Lusavoriç
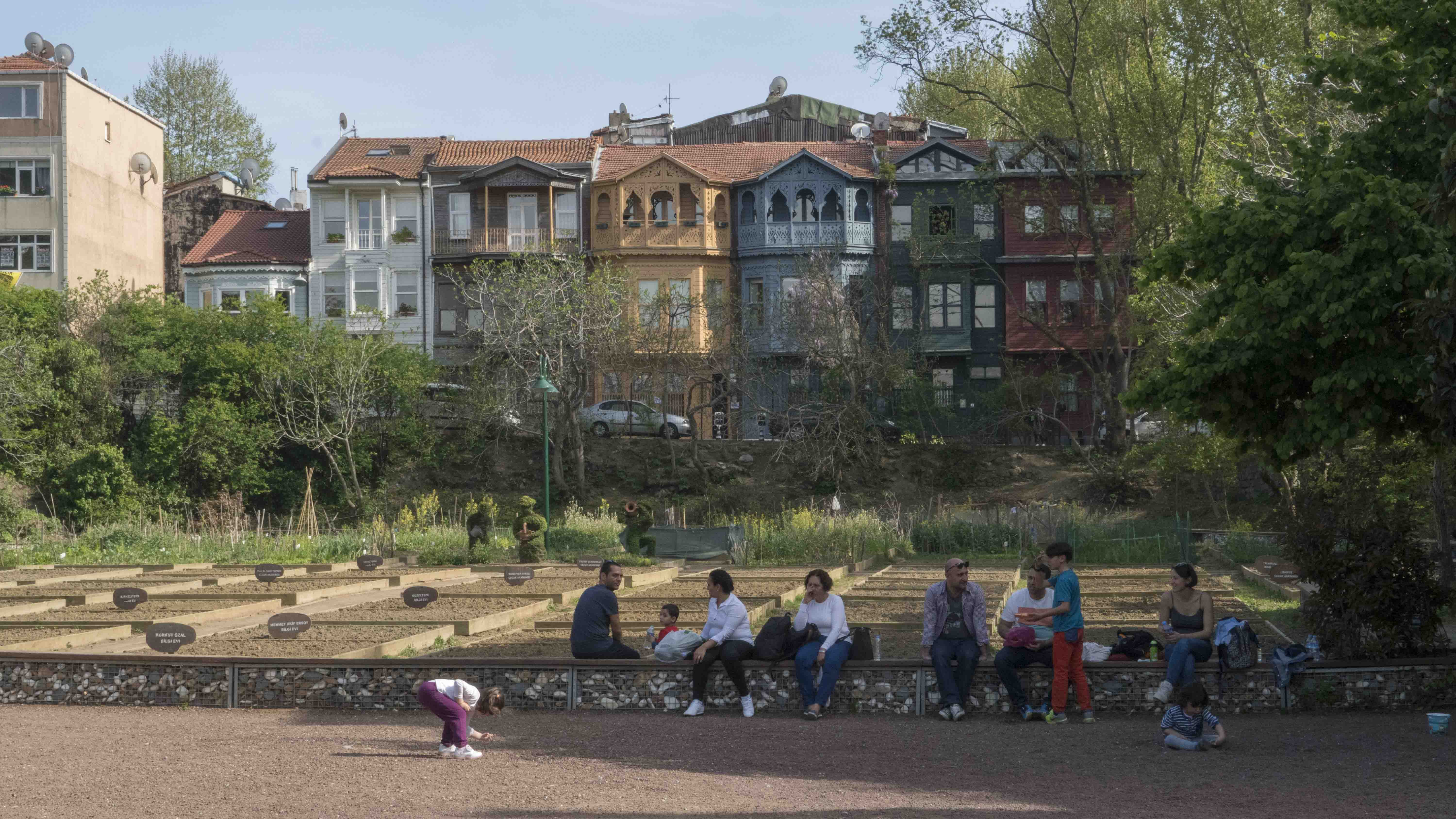
Orto comunitario
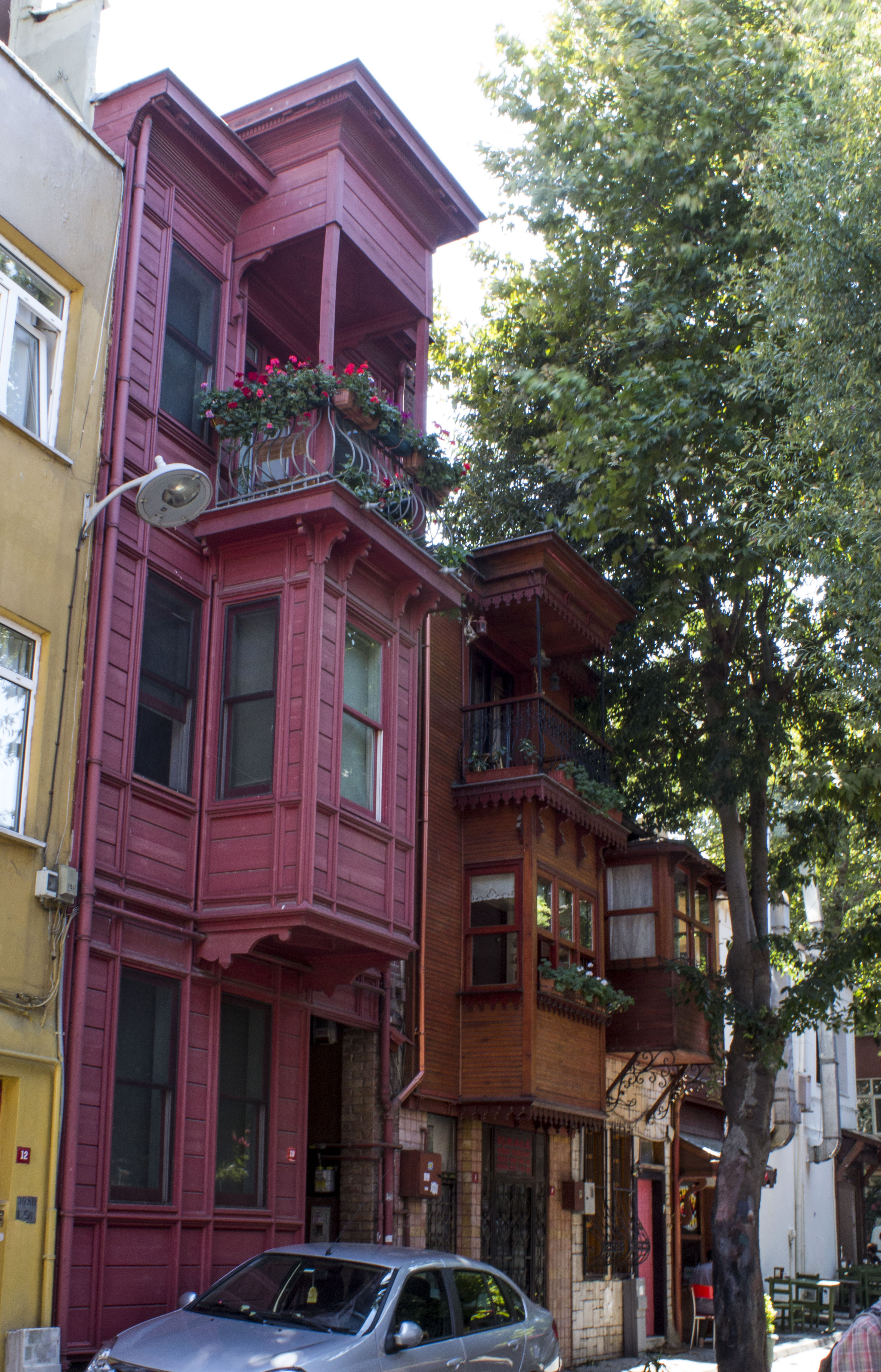
Casa ottomana a Kuzguncuk
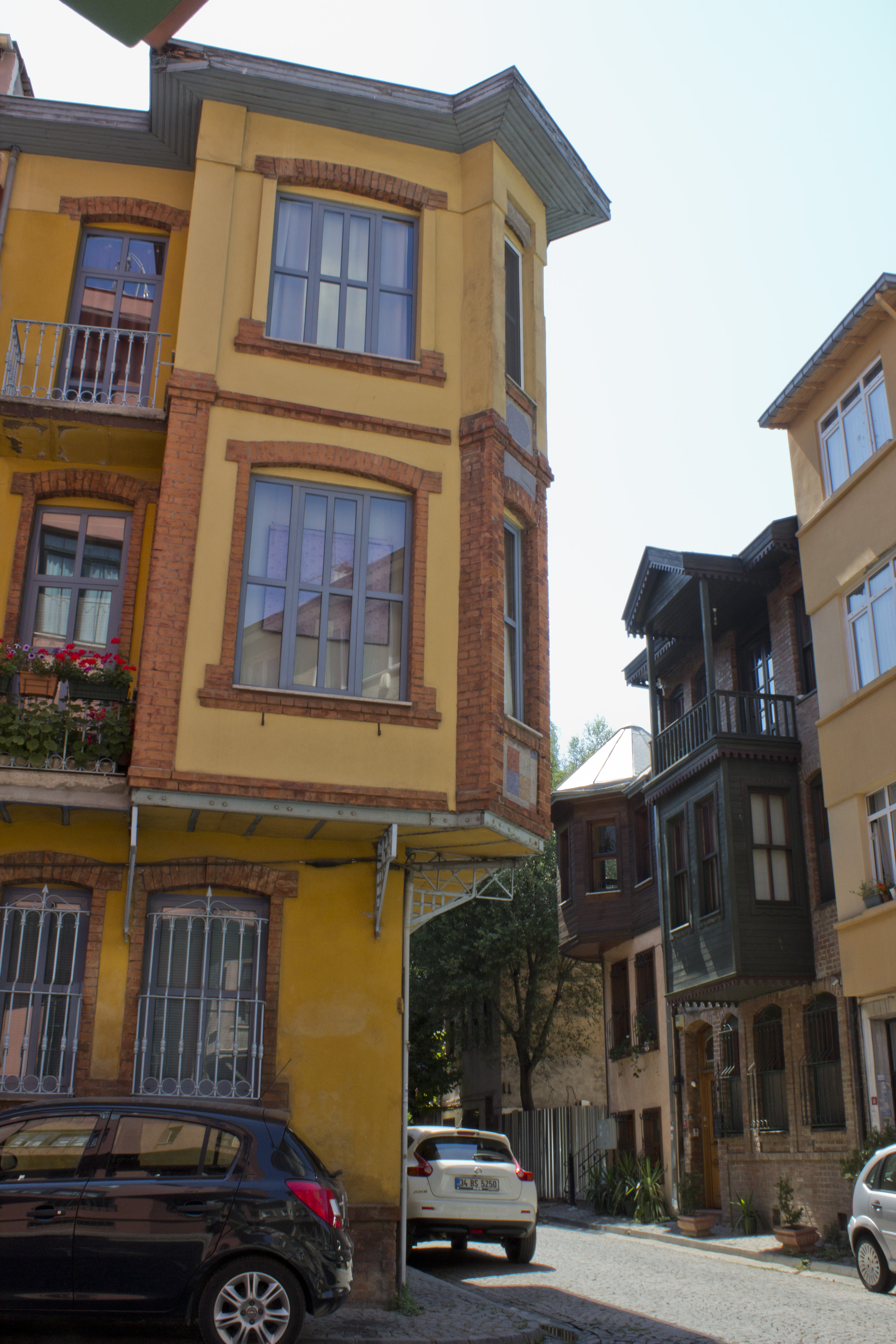
Casa ottomana a Kuzguncuk
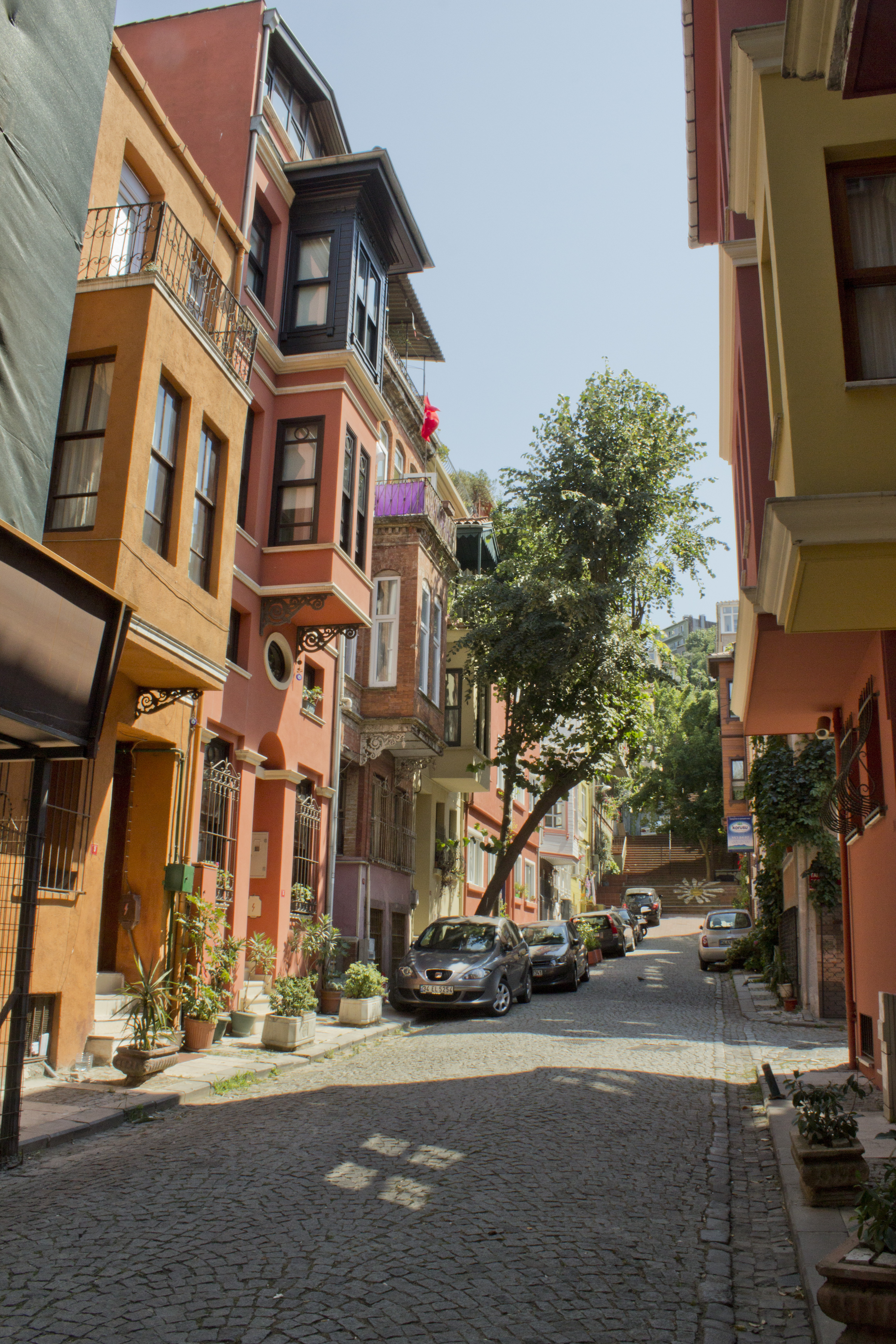
Strada di Kuzguncuk

## Economia

### Terziario
Il quartiere, con i suoi palazzi storici, le chiese, le sinagoghe e le moschee, le strade lastricate di ciottoli, i platani e gli orti, attira i registi come set cinematografico naturale. A partire dalle riprese della popolare serie televisiva comica Perihan Abla a metà degli anni '80, Kuzguncuk è diventata il set cinematografico preferito per molte altre serie televisive e spot pubblicitari. I residenti, tuttavia, non sono contenti del continuo disagio causato dalle riprese giorno e notte.